# معركة نارفا (1944)
معركة نارفا (بالإستونية:Narva lahing، بالروسية: Битва за Нарву - معركة نارفا، بالألمانية: Schlacht um den Brückenkopf von Narva - معركة رأس جسر نارفا) حملة عسكرية سوفيتية وسلسلة من المعارك الحربية بين مفرزة نارفا الألمانية (بالألمانية: Armeeabteilung Narwa) وجبهة لينينغراد للسيطرة على على برزخ نارفا الإستراتيجي الهام خلال الفترة ما بين 2 فبراير وحتى 10 أغسطس 1944 خلال الحرب العالمية الثانية.
دارت المعركة في القطاع الشمالي للجبهة الشرقية، وتم تنفيذ الحملة من خلال مرحلتين رئيسيتيين بحيث تمثّلت المرحلة الأولى في معركة رأس جسر نارفا والتي استمرت خلال شهري فبراير ويوليو 1944 في حين مثّلت معركة خط تانينبرغ المرحلة الثانية من الحملة والتي استمرت خلال شهري يوليو وأغسطس 1944، من ناحية أخرى كان هجوم كينغيسيب-غدوف السوفيتي علاوة على هجمات نارفا (هجوم نارفا الأول وهجوم نارفا الثاني وهجوم نارفا الثالث) جزءا من العمليات الإستراتيجية للجيش الأحمر خلال حملة ربيع عام 1944 في أعقاب اعتماد جوزيف ستالين على إستراتيجية الجبهات الواسعة والتي تزامنت مع عمليات عسكرية أخرى مثل هجوم الدنيبر-كاربات (ديسمبر 1943 - إبريل 1944) وهجوم لفوف-ساندومييرز (يوليو - أغسطس 1944)، وقد شارك في معارك نارفا أعدادا كبيرة من المجنديين الإستونيين بجانب القوات الألمانية استجابة لدعاوي التجنيد الألمانية الغير قانونية وهي الخطوة التي أملت من خلالها حركة المقاومة الإستونية في تكوين جيش وطني والسعي من خلاله لاسترداد استقلال البلاد في أعقاب الاحتلال السوفيتي عام 1940.
استكمالا لهجوم لينينغراد-نوفغورود في يناير 1944، قامت العملية الهجومية السوفيتية على إستونيا بإبعاد خط المواجهة ناحية الغرب حتى نهر نارفا على أمل القضاء على مفرزة نارفا والتوغل في عمق إستونيا، ومن ثمّ قامت القوات السوفيتية بإنشاء رؤوس جسور متعددة على الجهة المقابلة للنهر عند إيفانغورود خلال شهر فبراير وعلى الرغم من ذلك بائت كل المحاولات للتقدم أبعد من الضفة السوفيتية من النهر بالفشل، ومن الناحية الأخرى نجح الهجوم الألماني المضاد في تدمير كافة رؤوس الجسور السوفيتية شمال نارفا وكذلك تقليص عدد تلك الموجودة جنوب المدينة مما عمل على تهدئة جبهة القتال والإبقاء على الصمود الألماني حتى شهر يوليو من العام نفسه حتى الهجوم السوفيتي الرابع على المدينة في شهر يوليو والذي أجبر القوات الألمانية على التراجع حتى خط تانينبرغ الدفاعي عند سينيمايد لمسافة 16 كم غرب نارفا، وخلال معركة خط تانينبرغ الحاسمة، تمكنت القوات الألمانية من الحفاظ على موقعها مما أجهض آمال جوزيف ستالين في سرعة الاستيلاء على إستونيا واستخدامها كقاعدة بحرية وجوية لشن الهجمات على فنلندا وكذلك الاستيلاء على بروسيا الشرقية، وعليه تعطّل المجهود الحربي السوفيتي في منطقة بحر البلطيق لمدة سبعة أشهر ونصف كاملة.

## أرض المعركة
لعبت الطبيعة الجغرافية لمسرح القتال دورًا بارزًا في نتائج المعركة، فالأرض لا ترتفع لأكثر من 100 متر فوق سطح البحر كما تخترقها العديد من المجاري المائية وعلى رأسها نهري نارفا وبليوسسا وهي منطقة غابات تتخللها المستنفعات مما يساعد على انخفاض الأرض وهو ما انعكس على أداء القوات السوفيتية في المعركة حيث أعاقت كثرة المستنقعات التحركات العسكرية الكبرى مما عطّل تقدّم القوات وأفقد أغلبيتها الدعم المُستمد من القوات المدرعة.

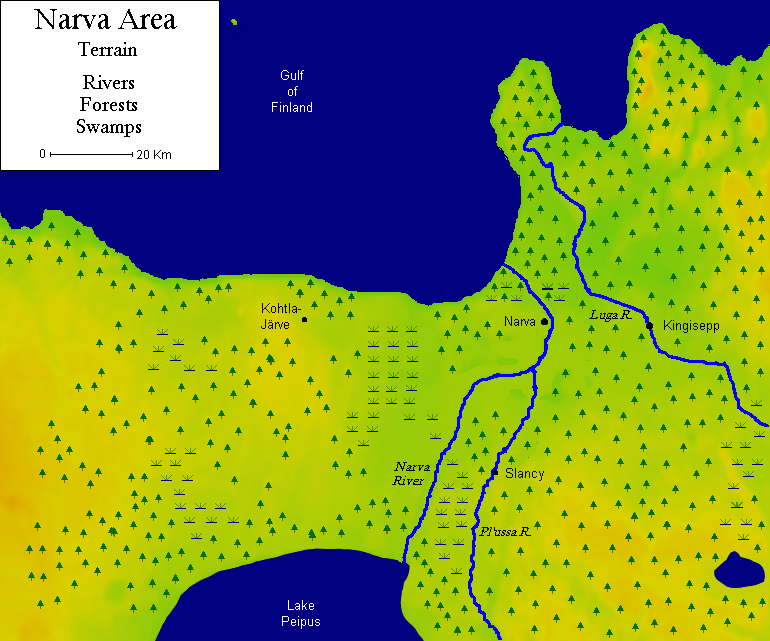
برزخ نارفا والتي تشغل الغابات والمسطحات المائية الجزء الأكبر من مساحته.

من الناحية الإستراتيجية برزت المنطقة الممتدة بين الساحل الشمالي لبحيرة بيبوس وخليج فنلندا كنقطة اختناق بالنسبة للقوات السوفيتية حيث نهر نارفا الذي قسّم هذا الشريط اليابسي والذي لم يتجاوز عرضه أكثر من 45 كم وهي منطقة تعج بالأحراش مما أعاق القيام بأي عملية عسكرية واسعة النطاق وعليه لم يتبقَ للقوات السوفيتية سوى شبكة الطرق وخطوط السكك الحديدية الرئيسية الواصلة بين نارفا وتالين الممتدة من الشرق إلى الغرب بمحاذاة الساحل في حين لم تتواجد أية شبكات طرق أخرى تسمح بتنقّل الجنود على نطاق واسع سواها.

## تشكيل مفرزة «نارفا»
بحلول فبراير 1944 كان الفيلقان الخمسون والرابع والخمسون بالإضافة إلى الفيلق الثالث بانز الجيرماني قد اتخذوا موقعهم في الجناح الأيسر للجيش الثامن عشر وذلك بعد انسحابهم باتجاه نارفا وفي 4 فبراير انفصلت مجموعة سبونهايمر عن الجيش الثامن عشر لتقع تحت إمرة مجموعة الجيوش الشمالية مباشرة، بعدها طلب أدولف هتلر الدعم للقوات المتمركزة عند نارفا، وتنفيذا لأوامر الزعيم الألماني تم إبرار فيلق بانزر فيلدرنال وأكثر من 10,000 جندي بكامل عتادهم وأسلحتهم جويا من بيلاروسيا إلى إستونيا عن طريق المطار الجوي في تارتو في الأول من فبراير، بعدها بأسبوع وصلت الكتيبة الخامسة من فرقة بانزر غروسدويتشلاند للجبهة، كما وصل فوج الغرينادير ينسن، وهو الفوج الذي تم تشكيله خصيصا من الوحدات العسكرية الباقية في بولندا، ألي الجبهة يوم 11 فبراير قادما من ألمانيا، وبعدها بثلاثة أيام أخرى وصلت الفرقة 214 مشاة قادمة من النرويج واستمر إمداد الجبهة بمجموعات أخرى من القوات على مدار الإسبوعين التاليين، على رأسهم الفرقة الحادية عشر بانزغرينادير (نورلاند) وكذلك الفيلق الإستوني وقوات حرس الحدود الإستونية وكذلك كتائب الشرطة الاحتياطية الإستونية، كما تم استبدال جنرال المشاة أوتو سبونهايمر بالجنرال يوهانس فرايزنر وأُعيد تسمية مجموعة سبونهايمر إلي مفرزة نارفا في 23 فبراير بعد يوم واحد من إصدار مجموعة الجيوش الشمالية لأوامر الانتشار الخاصة بمفرزة نارفا، حيث صدرت الأوامر للفيلق الثالث بانزر بالانتشار عند وسط وشمال مدينة نارفا ورأس الجسر عند إيفانغورود على الضفة الشرقية للنهر، في حين صدرت الأوامر للفيلق الثالث والأربعين بالبقاء عند رأس الجسر الموجود في كريفاسو جنوب نارفا، والفيلق السادس والعشرين في المنطقة الواقعة بين رأس الجسر في كريفاسو وبحيرة بيبوس، وبحلول 1 مارس 1944 بلغ إجمالي عدد القوات المتواجدة على الجبهة 123,541 جندي تابعين لمجموعة الجيوش على النسق التالي:
- الفيلق الثالث بانز الجيرماني - أوبرغروبنفوهرر فيليكس مارتن يوليوس شتاينر
  - الفرقة الحادية عشر بانزغرينادير (نورلاند)
  - الفرقة الرابعة بانزغرينادير (نيدرلاند)
  - الفرقة العشرون الإستونية المتطوعة
- الفيلق السادس والعشرون - جنرال المشاة أنطون غراسر
  - الفرقة الحادية عشر مشاة
  - الفرقة الثامنة والخمسون مشاة
  - الفرقة 214 مشاة
  - الفرقة 225 مشاة
  - فوج حرس الحدود الثالث الإستوني (من 15 إبريل 1944)
- الفيلق الثالث والأربعون - جنرال المشاة كارل فون أوفن
  - الفرقة الحادية والستون مشاة
  - الفرقة 170 مشاة
  - الفرقة 227 مشاة
  - الفيلق بانزر (فيلدرنال)
  - فوج الغرينادير ينسن

وحدات منفصلة
- القطاع الشرقي وخفر السواحل تحت القيادة المركزية لكتيبة الدفاع الجوي الثانية - الفريق ألفونس لوكتسني
  - الفوج الإستوني "ريفال"
  - ثلاث كتائب من الشرطة الاحتياطية الإستونية
  - كتيبتان من شرق إستونيا

وحدات عسكرية أخرى
- قيادة المدفعية رقم 113
- قيادة قوات الطلائع العليا رقم 32
- الكتيبة 502 بانزر الثقيلة
- الكتيبة 752 المضادة للدبابات
- الكتيبة 540 مشاة الخاصة

وبحلول صيف 1944 تم سحب الفيلق بانزر (فيلدرنال) وسبع كتائب مشاة أخرى من جبهة نارفا تاركين ورائهم 22,250 جندي فقط على الجبهة.

## الملاحظات
1. ↑  قدّم مارت لار في كتايه Sinimäed 1944: II maailmasõja lahingud Kirde-Eestis تقديرا غير مباشر للخسائر السوفيتية، فوفقا للتقارير الرسمية الصادرة عن الستافكا بلغت خسائر جبهة لينينغراد خلال عام 1944 665,827 جندي منهم 145,102 جندي ما بين قتيل ومفقود ولم ترد إحصائية تفصيلية للخسائر البشرية خلال المعارك الدائرة حول نارفا، ولكن بالنظر لطول أمد المعركة قدّر مار نصف الخسائر المعلنة (56,564 ما بين قتيل ومفقود علاوة على 170,876 مصاب) كخسائر مباشرة لهجوم لينينغراد-نوفغورود المؤدي لمعركة نارفا، يأتي هذا مماثلا لما أورده ف. بولمان في كتابه Ot Narvy do Syrve والذي أورد خسائر الجيش الصدامي الثاني بأكثر من 30,000 جندي عند رأس جسر نارفا خلال شهر فبراير، ومن خلال النظر لمجمل خسائر هجوم لينينغراد-نوفغورود والعمليات العسكرة الملحقة به سواء في فنلندا أو دول البلطيق استخلص لار مجمل الخسائر السوفيتية في معركة نارفا بما يُقدر بحوالي 100,000 جندي ما بين قتيل ومفقود و380,000 مصاب، كما جاء تأكيد تلك الحصيلة من الخسائر السوفيتية (والتي تقارب النصف مليون جندي) في كتاب إ. باكستر تحت عنوان Battle in the Baltics 1944–1945.